# بروكوبيفسك
بروكوبيفسك (بالروسية: Прокопьевск) هي إحدى مدن روسيا في مقاطعة كيمروفسكايا.

## أعلام
- غريغوري دروزد
- بنجامين كوندراتييف